# Toxidia arfakensis
Toxidia arfakensis is een vlinder uit de familie van de dikkopjes (Hesperiidae). De wetenschappelijke naam van de soort is voor het eerst geldig gepubliceerd in 1917 door James John Joicey & George Talbot.